# Занівське-1
Занівське-1 — багатошарове поселення (простежено шари: раннього неоліту, пізнього неоліту, раннього енеоліту, пізнього енеоліту, середньої бронзи та ранньої залізної доби), яке було виявлене за 3,23 км на південний схід від смт Борівське Луганської області археологами Луганської археологічної експедиції. На поселенні Занівське-І виявлені залишки ям господарського призначення епохи неоліту, енеоліту та ранньої залізної доби, а також чисельний археологічний матеріал, представлений уламками керамічного посуду, виробами з кісток тварин, кременевими та кам'яними виробами, кістками тварин, рептилій та риб. В двох шарах Занівського-1 були знайдені кістки тура. Поселення досліджувалося з 1999 по 2006 роки. Загалом досліджено 340 кв. м. поселення. У 2006 році в дослідженнях пам'ятки в рамках міжнародного проєкту «The East-West Millet Project» брала участь Г. Мотузайте-Матузевічуте (PhD департаменту археології університету Кембриджа). За результатами цих досліджень було встановлено, що в ранню залізну добу мешканці поселення займалися заплавним землеробством.
За завданням Інституту археології Національної Академії наук України, Міністерства культури України, Управління культури і туризму Луганської облдержадміністрації, Луганського обласного краєзнавчого музею в 2006 році відбулась археологічно-краєзнавча експедиція слухачів секції «Історичне краєзнавство» луганського територіального відділення Малої академії наук України, під час якої проводилися охоронні дослідження пам'ятки археології, що руйнується силами природи і господарською діяльністю людини.